# Gianfranco Espejo
Gianfranco Espejo Reyes (Lima, 4 de marzo de 1988-Tumbes, 4 de junio de 2011) fue un futbolista peruano. Jugaba de centrocampista defensivo y su último equipo fue el Club Sporting Cristal, de la primera división del Perú. 
Fue uno de los pocos jugadores en la historia del fútbol peruano que saltó «desde la tribuna a la cancha», ya que era hincha confeso del Sporting Cristal y, a los catorce años de edad, acompañó con sus amigos, desde la barra, a su querido equipo a dar la vuelta olímpica del año 2002 en el Estadio Nacional de Lima. El año 2006 logra ser parte del primer equipo de Sporting Cristal.

## Trayectoria
En su historial futbolístico, pasó por dos clubes peruanos. El año 2006 llega a formar parte del plantel de Club Sporting Cristal, de la primera división del Perú. Su debut profesional fue un domingo 30 de septiembre de 2006 en un partido entre Sporting Cristal y Unión Huaral, por la decimosegunda fecha del Torneo Clausura, que culmina 4-0 a favor de los celestes y en dicho encuentro Gianfranco ingresó por el capitán Jorge Soto.
Una de sus mejores actuaciones se dio el 19 de mayo de 2007, por el Torneo Apertura, cuando Sporting Cristal ganó por 3-1 a Universitario en el denominado clásico moderno jugada la decimonovena jornada. Los goles del Sporting Cristal fueron anotados por Carlos Lobatón, Luis Alberto Bonnet y el Gabo García gracias a su asistencia desde el lado derecho. Ese año 2007 marcaría dos goles fundamentales para salvar del descenso: uno al Alianza Atlético, de Sullana, y otro al Sport Áncash, de Huaraz. Espejo formaría parte del equipo bajopontino hasta fines del año 2008, cuando marca un gol en el último partido del Torneo Clausura al Sport Boys en el triunfo 2-0.
En los años 2009 y 2010, actúa por Juan Aurich, de Chiclayo, jugando su primera Copa Libertadores y siendo titular en la volante en la mayoría de encuentros. El año 2011 retorna al club del cual fue hincha y algunas veces integrante de la barra junto con otros amigos, el Sporting Cristal. El técnico Rivarola lo puso de titular en la presentación del equipo en la denominada Tarde Celeste, ante el León de Huánuco, donde el cuadro rimense empató 1-1. Espejo jugaría siete partidos en la primera parte del torneo peruano 2011 antes de su fallecimiento.

## Selección nacional
Fue internacional con la selección peruana en el Sudamericano Sub-20 de 2007, llevado a cabo en Paraguay. En agosto de ese año, fue convocado a la selección absoluta por José del Solar para el primer partido de este en el cargo. Disputó su primer y único partido con el combinado patrio absoluto el 22 de agosto de 2007 ante Costa Rica en San José. El encuentro finalizó 1-1 y Espejo ingresó en la parte final del encuentro en reemplazo de Pedro García, autor del gol del empate.
El Mago Sergio Markarián también lo tuvo en cuenta para el Equipo de Todos y, un 21 de septiembre de 2010, lo convocó para participar del tercer microciclo de entrenamientos.

## Fallecimiento
Gianfranco Espejo falleció en un accidente automovilístico el 4 de junio de 2011 a las 18:30, cuando retornaba del balneario de Máncora hacia el aeropuerto de Tumbes. Aparentemente el jugador y su novia, Gilda Pierina Pérez Baldi, de veintiún años, que iba con él y quien también falleció, tenían urgencia en llegar a tiempo al aeropuerto, dado que al día siguiente eran las elecciones presidenciales. El chofer del taxi en el que ambos se transportaban también pereció en el acto. El padre de Pierina en declaraciones a la prensa manifestó que, al ser policía de carreteras en Piura, fue el primero en llegar al lugar del accidente encontrandolos a ambos sin vida. Pero en una actitud muy conmovedora, ya que Gianfranco abrazaba a Pierina en un intento de evitar que el choque la afectase, aunque en vano.
Los cuerpos de la pareja fueron trasladados a Lima, siendo velados en las instalaciones del Club Sporting Cristal en el Rímac. Asistieron muchos hinchas celestes que se hicieron sentir con frases como «¡Oooh Espejo no se va, no se va, no se va, Espejo no se va!». Además, los féretros fueron paseados por el estadio del club. Posteriormente fueron sepultados juntos en el cementerio Jardines de la Paz de La Molina.

## Clubes
| Club             | País | Año       |
| ---------------- | ---- | --------- |
| Sporting Cristal | Perú | 2006-2008 |
| Juan Aurich      | Perú | 2009-2010 |
| Sporting Cristal | Perú | 2011      |